# Данзас, Константин Карлович
Константи́н Ка́рлович Данза́с (1801 — 3 (15) февраля 1870) — офицер русской императорской армии, лицейский товарищ А. С. Пушкина, секундант на его дуэли с Дантесом.

## Происхождение
Внук эльзасского королевского прокурора Жана-Батиста д’Анзаса (1738—1821), который, будучи приговорён революционным трибуналом к казни, бежал в Россию, где стал основателем рода Данзас. Его сын Шарль, в русских документах — Карл Иванович, генерал-майор русской службы, шеф Таврического гренадерского полка, был последовательно женат на двух сёстрах Корф и приписан к курляндскому дворянству. Константин был рождён во втором из этих браков.
Среди его братьев Борис (1799—1868) служил обер-прокурором Сената, а Карл (1809—1885) был тамбовским губернатором.

## Карьера
Первоначальное образование получал в Московском университетском пансионе, где вместе с ним учились семь будущих лицеистов: Вольховский, Гурьев, Ломоносов, Маслов, Матюшкин, Яковлев.
По ходатайству князя Д. В. Голицына и его сестры графини С. В. Строгановой был принят в Царскосельский лицей. Экзамен в лицей он выдержал отлично, но в дальнейшем не был среди его первых учеников и не отличался примерным поведением. Лицейские наставники не высоко ставили способности Данзаса, его прилежание и поведение: «гневен, груб, нерадив, непризнателен и неопрятен… к наукам, требующим умственных сил, он мало оказывает охоты и способности… Не всегда благонравен…».
В Лицее сблизился с А. С. Пушкиным и И. И. Пущиным; вместе с Дельвигом издавал рукописный школьный журнал «Лицейский мудрец» и сам писал для него.
«Он был медведь, но мишка милый…», — пелось про него в лицейской песенке. Кроме прозвища «Медведь» он имел также прозвище «Осада Данцига» — за статью, которую он поместил в лицейском журнале об этом сражении 1813 года.
В 1817 году был выпущен в военную службу по низшему лицейскому стандарту — не гвардейским офицером, а армейским: прапорщиком в Инженерный корпус. В 1819 году стал подпоручиком, в 1823 — поручиком. В 1827 году был командирован в Отдельный Кавказский корпус генерал-лейтенанта Красовского. Участвовал в походах против «персиян» и за отличие при взятии крепости Сардар-Абад был награждён орденом Св. Владимира 4-й степени с бантом, а за взятии крепости Эривани (сейчас — Ереван) был произведён в штабс-капитаны.
В 1828—1829 годах принимал участие в главных сражениях с турками, строил мосты и наводил понтоны на реке Прут.
В июне 1828 года в бою под стенами Браилова был «ранен пулею в левое плечо выше ключицы с раздроблением кости» (известно, что даже в 1836 году в Петербурге он держал руку на перевязи); в июне того же года был награждён золотой полусаблей с надписью «За храбрость». После лечения, в мае 1829 года он вернулся в войска, служил в соединении под начальством генерала от инфантерии Рота. За отличие при наведении переправы через реку Качак у села Чалымолы получил чин капитана.

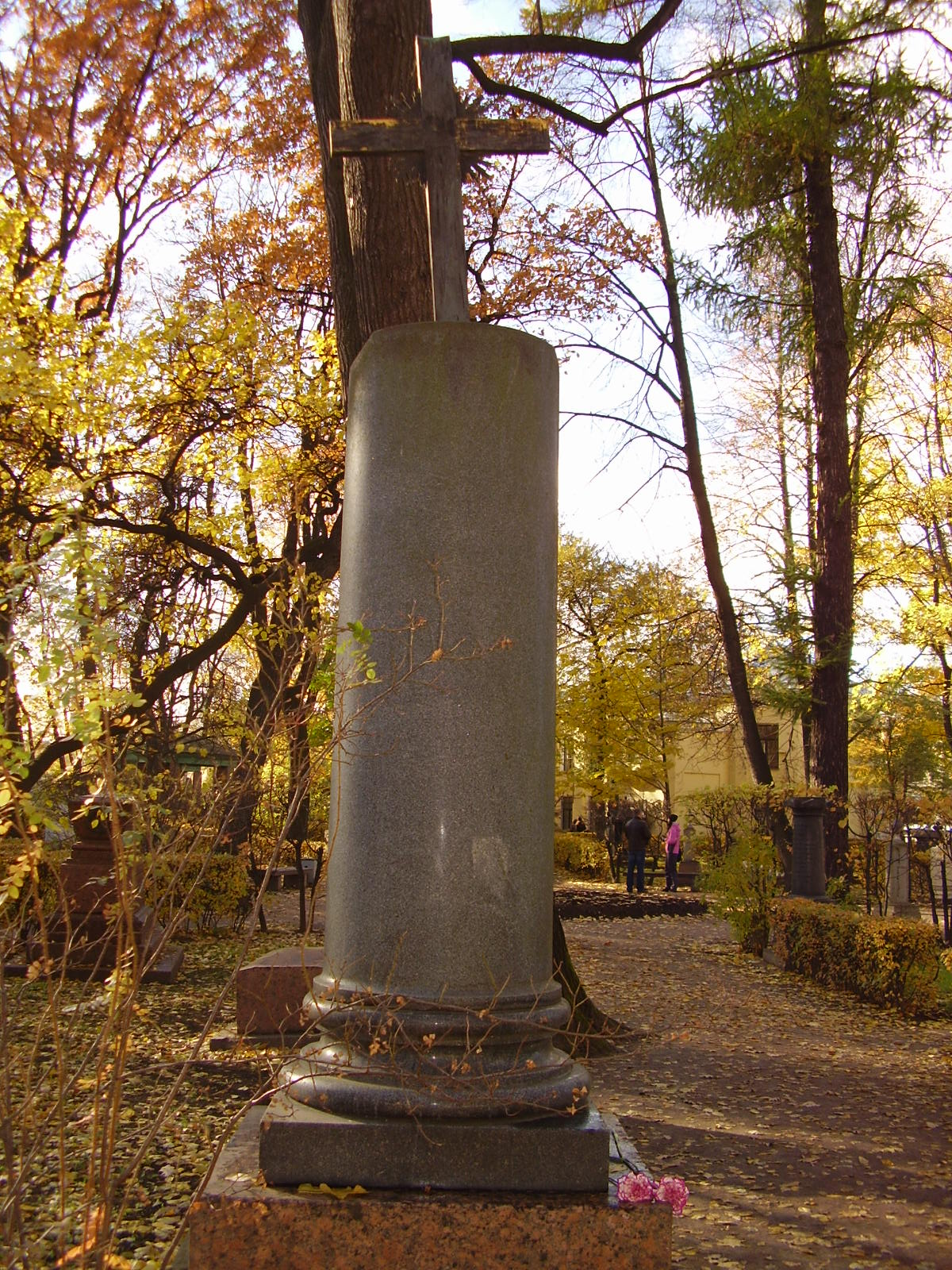
Памятник на могиле К. К. Данзаса на Тихвинском кладбище Александро-Невской лавры

По службе подполковник Данзас аттестовался положительно («… усерден, способностей ума весьма хороших, в нравственности отлично благороден и в хозяйстве весьма скромен»)
Долгое время служил в Санкт-петербургской инженерной команде. В 1839 году был награждён орденом Св. Станислава 2-й степени; в 1840 году к ордену была пожалована императорская корона; 26 марта 1844 года был произведён в полковники.
Сватался к вдове Павла Нащокина, Вере Александровне, но получил отказ.
После того как Данзас не поладил с начальством, он был отправлен в Тенгинский полк, где оказался прямым начальником М. Ю. Лермонтова.
16 декабря 1856 года вышел в отставку генерал-майором. По свидетельству Н. А. Гастфрейнда:

Состоя вечным полковником, он только за несколько лет до смерти, при выходе в отставку, получил чин генерала, вследствие того, что он в мирное время относился к службе благодушно, индифферентно и даже чересчур беспечно; хотя его все любили, даже начальники, но хода по службе не давали. Данзас жил и умер в бедности, без семьи, не имея и не нажив никакого состояния, пренебрегая постоянно благами жизни, житейскими расчётами. <…> Несколько раз ему даже предлагались разные тёплые и хлебные места, но он постоянно отказывался от них, говоря, что чувствует себя неспособным занимать такие места.

Несмотря на лютеранское вероисповедание, был похоронен на Выборгском католическом кладбище в Санкт-Петербурге. В 1936 году в связи с закрытием кладбища прах без надгробия был перенесен на Тихвинское кладбище — Некрополь мастеров искусств, где был установлен новый памятник.

## Участие в дуэли Пушкина
Спустя 5 дней после дуэли Пушкина, имевшей место 27 января 1837 года на окраине Санкт-Петербурга, в районе Чёрной Речки, полковнику лейб-гвардии Конного полка Александру Бреверну как назначенному председателю суда (презусу) было предписано образовать при Конногвардейском полку военно-судебную комиссию по делу о дуэли. Первое заседание суда состоялось 3 февраля 1837 года. Военному суду были преданы три человека — поручик Кавалергардского полка барон Ж. К. Геккерн (Дантес), камергер двора его императорского величества А. С. Пушкин и инженер-подполковник К. К. Данзас — «за произведённую первыми двумя между собой дуэль, а последний за нахождение при оной секундантом» (секундант Дантеса, виконт д’Аршиак к этому времени уже покинул Россию). 19 февраля 1837 года суд вынес приговор о повешении Дантеса-Геккерна и Данзаса; о Пушкине было сказано: «…дело за его смертью прекращено». Военное и надзорное начальство высказались о смягчении приговора: Геккерна, за вызов на дуэль и убийство на оной камер-юнкера Пушкина, лишив чинов и приобретенного им российского дворянского достоинства, написать в рядовые и как не русского подданного выслать с жандармом за границу, отобрав офицерские патенты (так было написано в сообщении о дуэли в Санкт-Петербургских сенатских ведомостях 10 апреля 1837 года). Данзасу было определено следующее наказание:

Лишить Данзаса дворянства, чинов, золотого оружия «За храбрость» и разжаловать в солдаты. Но ввиду беспорочной 19-летней службы Данзаса, имевшего ранения в боях и получившего высокие награды, суд окончательно решил выдержать его под арестом в крепости на гауптвахте два месяца, а после того «обратить по-прежнему на службу».

Уже 19 мая 1837 года Данзас был освобождён.
В 1863 году были опубликованы воспоминания Данзаса о дуэли, записанные его другом Александром Аммосовым. В них было указано, что Пушкин будто бы случайно встретил Данзаса, посадил его к себе в сани, повёз во французское посольство к секунданту Дантеса д’Аршиаку, и что будто бы только там Данзас узнал, куда и зачем Пушкин его привёз. Здесь же отмечалось, что «на стороне барона Гекерена и Дантеса был, между прочим, и покойный граф Бенкендорф, не любивший Пушкина. Одним только этим нерасположением, говорит Данзас, и можно объяснить, что дуэль Пушкина не была остановлена полицией. Жандармы были посланы, как он слышал, в Екатерингоф, будто бы по ошибке, думая, что дуэль должна была происходить там». Хотя современники Пушкина утверждали о случайной встрече поэта с Данзасом, современные исследования, «представляющиеся достаточно убедительными, показывают, что Пушкин скорее всего повидался со старым товарищем накануне поединка и выбрал его секундантом отнюдь не случайно»; так, племянница Данзаса рассказывала, что у неё хранилась записка Пушкина к её дяде с приглашением помочь ему в деле чести.
В 1900 году было опубликовано «Подлинное военно-судное дело 1837 г.», которое, как указал редактор публикации Пётр Кауфман, не содержит «двух листов дела Военно-судной комиссии (л. 67 и 68), на которых, по-видимому, было изложено собственноручное показание секунданта Пушкина инженер-подполковника Данзаса, данное им Комиссии военного суда, при лейб-гвардии Конном полку учрежденной, и заслушанное комиссией на заседании 10 февраля 1837 года. Эти листы утрачены».

## Образ в кино
- «Поэт и царь» (1927) — Геннадий Мичурин
- «Последняя дорога» (1986) — Сергей Сазонтьев
- «Пушкин. Последняя дуэль» (2006) и «Одна любовь души моей» (2007) — Андрей Ильин
- «18-14» (2007) — Сергей Друзьяк
- «Пророк. История Александра Пушкина» (2025) — Роман Васильев